# Jarmilacladus
Jarmilacladus – wymarły rodzaj owadów z rzędu Hypoperlida i rodziny Anthracoptilidae. Żył w permie. 
Rodzaj ten został opisany w 2004 roku przez Aleksandra Rasnicyna i Daniła Aristowa. Nazwę rodzajową nadano na cześć Jarmily Kukalovej-Peck. Znane są dwie skamieniałości tego rodzaju: odnaleziona w Australii w piętrze tatarianu (loping) oraz odnaleziona w rosyjskiej Udmurcji w piętrze urżumianu (gwadalup).
Owady te miały skrzydła o umiarkowanie wąskim polu kostalnym i licznych żyłkach poprzecznych. Żyłka subkostalna miała stosunkowo krótkie odgałęzienia w części przedniej, a kończyła się na żyłce kostalnej. Grzebykowany z tyłu sektor radialny brał początek w połowie długości skrzydła. Przednie z trzech odgałęzień żyłki medialnej mogło być na krótkim odcinku zlane z sektorem radialnym, a tylne z nich zlane z przednią żyłką kubitalną lub mogły być one wolne. Z czterech odgałęzień przedniej żyłki kubitalnej tylne było zawsze wolne. Na międzykrywce znajdowały się liczne, prawie równoległe żyłki.
Należą tu dwa opisane gatunki:
- Jarmilacladus patiens Aristov et Rasnitsyn, 2013 – międzykrywka skrzydła tego gatunku miała tylko jedną, krótką żyłkę wstawkową.
- Jarmilacladus variabilis Aristov et Rasnitsyn, 2004 – międzykrywka skrzydła tego gatunku była dwukrotnie dłuższa niż szeroka i miała kilka żyłek wstawkowych.